# 哈利卡那索斯圍城戰
哈利卡那索斯圍城戰（Siege of Halicarnassus），為亞歷山大大帝東征時，與波斯阿契美尼德帝國之間的一場攻城戰，發生在前334年。

## 背景
亞歷山大大帝於前334年進軍亞洲，並於格拉尼庫斯河戰役擊敗當地波斯總督們的軍隊。之後因為財政困難，亞歷山大解散了他的海軍，並認為只要佔領所有波斯海軍基地，波斯艦隊就會因沒有補給而解散。在米利都圍城戰後，波斯在卡里亞的哈利卡那索斯聚集大批部隊和希臘雇傭軍，波斯軍中的希臘雇傭軍將領羅德島的門農受任下小亞細亞總指揮，統帥波斯艦隊，門農並在哈利卡那索斯盡所能的加強防禦，更在港口駐守艦隊防備，準備與亞歷山大長期對抗。
當亞歷山大進入卡里亞境內，卡里亞前任女王卡里亞的阿妲獻出僅有的要塞阿林達，投奔亞歷山大。先前阿妲因受到卡里亞的皮克索達拉斯叛變而失去卡里亞的統治，當皮克索達拉斯逝世後，波斯大流士三世命令皮克索達拉斯的女婿歐戎托巴提斯接任為卡里亞總督。當亞歷山大知道哈利卡那索斯握有重兵後，開始進行圍城。

## 圍城
亞歷山大起初想藉由占領附近的要塞來幫助奪取哈利卡那索斯，要塞城中的異心者也與亞力山大約定好時間投誠，當亞歷山大率領小部隊到達約定的城牆前，城內的反叛者似乎被波斯軍發現而未打開城門，亞歷山大命令部隊試圖挖掉牆角來進攻，但守軍拼死抵抗，大批波斯援軍從哈利卡那索斯乘船到達此地，亞歷山大大帝只得無功而返，專注圍攻哈利卡那索斯。
亞歷山大填平了護城河，並且架起投石機後，波斯守軍企圖發動夜襲來破壞這些攻城器具，但遭到馬其頓軍隊擊退。過了幾天，亞歷山大部將佩爾狄卡斯營中的兩位士兵莽撞接近城牆，意外引發雙方部隊展開激烈攻防戰，儘管這場戰鬥中城牆遭到破壞，但城內泥瓦匠又很快砌了一道新牆。第二天開始，亞歷山大命令投石機向城牆轟擊，波斯守軍再度出城來破壞這些攻城器具，城牆上守兵也以居高臨下之勢，向馬其頓軍攻擊，但雙方都沒有甚麼進展，之後接連幾天都是如此，但波斯守軍損失逐漸慘重。 
門農和歐戎托巴提斯認為城牆一部分已經傾倒，軍中傷員也持續增加，決定放棄哈利卡那索斯。波斯殘軍趁著夜晚連夜撤出，並焚燒哈利卡那索斯城內的軍需物資，又因當晚風勢過大，哈利卡那索斯全城陷入火海中，最後亞歷山大急忙命令士兵追擊，並要求急忙滅火和幫助城中百姓。戰後亞歷山大僅獲得一座殘破的城市。

## 戰後
亞歷山大留下一部分軍隊駐守殘城，並讓阿妲統領哈利卡那索斯和卡里亞境內，繼續進軍。